# Roman Savnik
Roman Savnik, slovenski geograf, * 11. februar 1902, Ljubljana, † 21. oktober 1987, Ljubljana.
Rodil se je očetu Angelu in materi Zofiji (rojena Domladiš). Ukvarjal se je predvsem s kraško hidrografijo v Sloveniji, o čemer je napisal več razprav. V času študija je bil eden od soustanoviteljev Geografskega društva Slovenije. Znan je tudi kot urednik in eden najpomembnejših piscev Krajevnega leksikona Slovenije (izdaja v štirih zvezkih 1968 – 1980).